# Maximiliano Oliva
Maximiliano Fernando Oliva (Gobernador Crespo, Argentina; 4 de marzo de 1990) es un futbolista argentino que se desempeña como defensor y actualmente juega en Dinamo de Bucarest de Rumania.

## Biografía
Empezó su carrera en Academia Duchini en Villa Constitución (Rosario). Cuando tenía 12 años llegó a River Plate para la novena división y en séptima ya saltó a reserva. En el 2007 con 17 años debutó en primera. Vivió un tiempo en Formosa.

## Selecciones Juveniles
Jugó en la Sub 15, Sub 17 y Sub 20 argentinas.

## Trayectoria

### Boca Unidos
Se confirma su llegada a Boca Unidos para disputar el Torneo Federal A 2021 y buscar el ascenso. En total disputaría 14 partidos en los que convirtió 1 gol.

### Tristán Suárez
Se confirma su llegada al lechero para disputar el Campeonato de Primera Nacional 2022, firmaría contrato hasta el 31 de diciembre del 2022. Su primer partido sería el 25 de febrero en la tercera fecha contra Estudiantes de Río Cuarto. En total disputaría 11 partidos con un total de 643 minutos en los que no convirtió goles ni recibió tarjetas amarillas.

## Estadísticas
Actualizado al 05 de diciembre de 2022
| River Plate Argentina | 1.ª                 | 2007-08             | 2   | 0 | 0 | 0 | 0 | 0 | 2   | 0 |
| River Plate Argentina | Total               | Total               | 2   | 0 | 0 | 0 | 0 | 0 | 2   | 0 |
| Tigre Argentina | 1.ª                 | 2008-09             | 5   | 0 | 0 | 0 | 0 | 0 | 5   | 0 |
| Tigre Argentina | 1.ª                 | 2009-10             | 20  | 0 | 0 | 0 | 1 | 0 | 21  | 0 |
| Tigre Argentina | Total               | Total               | 25  | 0 | 0 | 0 | 1 | 0 | 26  | 0 |
| Independiente Rivadavia Argentina | 2.ª                 | 2010-11             | 23  | 1 | 0 | 0 | — | — | 23  | 1 |
| Independiente Rivadavia Argentina | 2.ª                 | 2011-12             | 7   | 0 | 0 | 0 | — | — | 7   | 0 |
| Independiente Rivadavia Argentina | Total               | Total               | 30  | 1 | 0 | 0 | 0 | 0 | 30  | 1 |
| San Martín de San Juan Argentina | 1.ª                 | 2012-13             | 2   | 0 | 1 | 0 | — | — | 3   | 0 |
| San Martín de San Juan Argentina | Total               | Total               | 2   | 0 | 1 | 0 | 0 | 0 | 3   | 0 |
| Aris de Limassol Chipre | 1.ª                 | 2013-14             | 29  | 0 | 0 | 0 | — | — | 29  | 0 |
| Aris de Limassol Chipre | Total               | Total               | 29  | 0 | 0 | 0 | 0 | 0 | 29  | 0 |
| Estudiantes de La Plata Argentina | 1.ª                 | 2014                | 5   | 0 | 0 | 0 | — | — | 5   | 0 |
| Estudiantes de La Plata Argentina | Total               | Total               | 5   | 0 | 0 | 0 | 0 | 0 | 5   | 0 |
| Crucero del Norte Argentina | 1.ª                 | 2015                | 12  | 0 | 0 | 0 | — | — | 12  | 0 |
| Crucero del Norte Argentina | Total               | Total               | 12  | 0 | 0 | 0 | 0 | 0 | 12  | 0 |
| Fotbal Club Dinamo de Bucarest · Rumania | 1.ª                 | 2016-17             | 20  | 0 | 6 | 0 | — | — | 26  | 0 |
| Fotbal Club Dinamo de Bucarest · Rumania | Total               | Total               | 20  | 0 | 6 | 0 | 0 | 0 | 26  | 0 |
| ACS Poli Timișoara · Rumania | 1.ª                 | 2017-18             | 11  | 0 | 0 | 0 | — | — | 11  | 0 |
| ACS Poli Timișoara · Rumania | Total               | Total               | 11  | 0 | 0 | 0 | 0 | 0 | 11  | 0 |
| Enosis Neon Paralimni Chipre | 1.ª                 | 2018-19             | 25  | 0 | 0 | 0 | — | — | 25  | 0 |
| Enosis Neon Paralimni Chipre | Total               | Total               | 25  | 0 | 0 | 0 | 0 | 0 | 25  | 0 |
| Alvarado Argentina | 2.ª                 | 2019-20             | 9   | 0 | 0 | 0 | — | — | 9   | 0 |
| Alvarado Argentina | Total               | Total               | 9   | 0 | 0 | 0 | 0 | 0 | 9   | 0 |
| Boca Unidos Argentina | 3.ª                 | 2021                | 13  | 1 | 1 | 0 | — | — | 14  | 1 |
| Boca Unidos Argentina | Total               | Total               | 13  | 1 | 1 | 0 | 0 | 0 | 14  | 1 |
| Tristán Suárez Argentina | 2.ª                 | 2022                | 11  | 0 | 0 | 0 | — | — | 11  | 0 |
| Tristán Suárez Argentina | Total               | Total               | 11  | 0 | 0 | 0 | 0 | 0 | 11  | 0 |
| Total en su carrera | Total en su carrera | Total en su carrera | 194 | 2 | 8 | 0 | 1 | 0 | 203 | 2 |
| (1) La copa nacional se refiere a la Copa Argentina y Supercopa Argentina . (2) La copa internacional se refiere a la Copa Sudamericana, Recopa Sudamericana, Copa Libertadores y Copa Suruga Bank. |                     |                     |     |   |   |   |   |   |     |   |